# Minucia cingulata
Minucia cingulata är en fjärilsart som beskrevs av Barend J. Lempke 1949. Minucia cingulata ingår i släktet Minucia och familjen nattflyn. Inga underarter finns listade i Catalogue of Life.